# كارل ستالينغ
كارل دبليو. ستالينغ (بالإنجليزية: Carl Stalling) ولد وتوفي (10 نوفمبر 1891- 29 نوفمبر 1972). كان ملحنا وموزعا موسيقيا معروفا لأفلام الرسوم المتحركة، ارتبط اسمه بشدة مع سلسلة لووني تونز وميري ميلوديز من إنتاج وارنر براذرز، طيلة سنوات عمله كان يكمل في المتوسط مقطوعة موسيقية أسبوعيا لاثنتين وعشرين سنة.

## سيرة ذاتية
ولد وتربى في لكسنغتون، ميسوري. بدأ العزف على البيانو في السادسة، وفي بدايات العشرينات من عمره، قاد أوركسترا خاصة به في مسرح أفلام أيسس في كنساس سيتي، في تلك الفترة، قابل وتصاحب مع والت ديزني الشاب الذي كان ينتج الرسوم المتحركة، عزف ستالينغ لديزني مقطوعات لأفلامه القصيرة، عندما تناقش الاثنان عما إن كانت الموسيقى تأتي أولا أم الرسوم، ابتكر ديزني سلسلة كارتون «سيلي سيمفونيز»، التي جعلت ستالينغ يؤلف المقطوعة الموسيقية ليسلمها ديزني إلى الرسامين، بقي ستالينغ لسنتين ثم يغادر ويعمل مستقلا، افتتح أب آيويركس ورشته الخاصة، ليقدم ستالينغ له الموسيقى ولديزني والآخرين، عندما وظف آيويركس في 1936 لدى ليون شليسنجر، الذي تعاقد مع وارنر براذرز لإنتاج الكرتون، انتقل ستالينغ معه ليتفرغ للعمل الجديد، كان ستالينغ يملك حق الوصول التام إلى مكتبة وارنر وموسيقييها، بقي لديهم حتى تقاعده في 1958، حيث قدم آخر أعماله مع المخرج تشاك جونز فيلم تو إيتش هيز أون.

## أسلوبه
ستالينغ كان مبتكرا، كان أول مخرج موسيقي يستخدم بكثرة بندول الإيقاع لضبط المقطوعة، كما كان واحدا من ثلاثة مؤلفين، معه ماكس ستاينر وسكوت برادلي، قاموا باختراع مسار النقر Click Track، طريقته التي عرف بها كانت التلاعب بالموسيقى، حيث يستخدم مقاطع معروفة أو كلاسيكية، ثم يقوم بالتعديل عليها وفق الدعابة التي تتزامن معها، بمشاركته مع أبرز المخرجين تيكس أيفري، بوب كلامبيت، فريز فريلينغ، روبرت مككمسون، وتشاك جونز، قاموا بإنتاج النمط الخاص بأفلام لووني تونز في الموسيقى السريعة المتناسقة الممزوجة بالمؤثرات الصوتية، وأحيانا يكون الفيلم مليئا بالموسيقى فقط مثل ذا رابيت أوف سيفيل وأ كورني كونسيرتو.
كان ستاينغ معلما في تغيير نمط الموسيقى بسرعة بحسب مشهد الحركة في الكارتون، كانت توزيعاته معقدة للغاية، فكانت تخدم كموسيقى خلفية وكمؤثرات صوتية. عناوين مقطوعاته غالبا ما تصف الحركة، وغالبا ما تكون عناوين هزلية لمن هو على دراية باللحن. استخدم ستالينغ بكثافة مقطوعات رايموند سكوت، الذي نشر أعماله عبر وارنر براذرز في بدايات الأربعينات.
اشتكى جونز وبعض المخرجين من النزعة التي في ستالينغ في تلاعبه بالموسيقى، بينما يعتبر نظيره سكوت برادلي، أكثر جدية في تأليف الألحان الجديدة، ففي مقابلة صرح جونز عن ستالينغ: "كان موسيقيا متألقا، لكن طريقته السريعة لتأليف مقطوعة كانت باختيار بعض الموسيقى التي تحمل الاسم الملائم، إذا وجدت سيدة تلبس الأحمر، استخدم مقطوعة ذا ليدي إن ريد، إذا دخل أحدهم كهفا، عزف قطعة فينغالس كيف، إذا كنا نقوم بما يتعلق بالأكل، استخدم أ كوب أوف كوفي، أ ساندويتش، آند يو. كان لدي اجتماع، يا للهول لو وجد مقطوعة كتبت في 1906 أو شيئا باسم "آيم بيزي لتل بامبل بي".
وعلى ذلك، يبقى ستالينغ معروفا بكونه من وضع موسيقى الكارتون والتي بقيت شائعة حتى اليوم، محفوظة في الأذهان بأسلوبها الموسيقي، لا تزال تستخدم بعض مقطوعاته في أعمال لووني تونز الجديدة، مثل فيلم لووني تونز: باك إن أكشن.
بعد تقاعده، تولى ميلت فرانكلين مكان ستالينغ. فرانكلين كان مساعدا لستالينغ كموزع منذ أواخر الثلاثينات، مات ستالينغ في 29 نوفمبر 1972، وعمره 81 عاما.

## تسجيلاته
- ذا كارل ستالينغ بروجكت: ميوزيك فروم وارنر براذرز كارتونز. 1936-1958. وارنر براذرز، 1990
- ذا كارل ستالينغ بروجكت فوليوم 2: مور ميوزيك فروم وارنر براذرز كارتونز 1939-1957. وارنر براذرز، 1995

## وصلات خارجية
- كارل ستالينغ على موقع IMDb (الإنجليزية)
- كارل ستالينغ على موقع ألو سيني (الفرنسية)
- كارل ستالينغ على موقع ميوزك برينز (الإنجليزية)
- كارل ستالينغ على موقع قاعدة بيانات برودواي على الإنترنت (الإنجليزية)
- كارل ستالينغ على موقع قاعدة بيانات برودواي على الإنترنت (الإنجليزية)
- كارل ستالينغ على موقع إن إن دي بي (الإنجليزية)
- كارل ستالينغ على موقع أول ميوزيك (الإنجليزية)
- كارل ستالينغ على موقع ديسكوغز (الإنجليزية)
- كارل ستالينغ على موقع قاعدة بيانات الفيلم (الإنجليزية)
- مقالة حول كارل ستالينغ في موقع Animation World Magazine
- مقالة حول كارل ستالينغ في موقع The Partial Observer
- مقالة حول ستالينغ في موقع Slate Magazine
- لقاء مع كارل ستالينغ (1971) نسخة محفوظة 10 نوفمبر 2017 على موقع واي باك مشين. في موقع MichaelBarrier.com[وصلة مكسورة]